# Тігранашен
Тігранашен (вірм. Տիգրանաշեն), Кяркі (азерб. Kərki) — село в марзі Арарат, на заході Вірменії. Село розташоване на трасі Єреван — Степанакерт, за 28 км на південний схід від міста Арарат, за 3 км на північний схід від села Паруйр Севак за 7 км на південь від села Ланджар та за 6 км на південний захід від села Урцаландж.
До Карабаського конфлікту в селі проживали переважно азербайджанці, тепер переважно вірменські біженці з Баку та Гянджи. В селі є школа та дитячий садочок. Село назване на честь Тіграна, який помер, захищаючи рідне село.
Відповідно до юрисдикції Азербайджану, село є ексклавом й досі входить до його складу (хоча фактично не контролює його з травня 1992 року), але усі вірменські та азербайджанські ексклави під час останньої війни перейшли на сторону супротивника.